# Monique Haas
Monique Haas (Parigi, 20 ottobre 1909 – Parigi, 9 giugno 1987) è stata una pianista francese.

## Biografia
Studiò al Conservatorio di Parigi con Joseph Morpain e Lazare Lévy, ottenendo un premier prix nel 1927. Proseguì i suoi studi con Rudolf Serkin e Robert Casadesus. Fu sposata al compositore franco-rumeno Marcel Mihalovici. Fu un'esecutrice di fama internazionale e ottenne numerosi riconoscimenti in tutto il mondo.
Il repertorio della Haas era caratterizzato da una preferenza per i compositori classici, soprattutto francesi (Couperin e Rameau, con un rifiuto quasi totale dei compositori romantici (con l'eccezione di Fryderyk Chopin e Schumann). È comunque ricordata come interprete d'eccezione dei concerti di Wolfgang Amadeus Mozart e soprattutto della musica francese del XX secolo, Debussy e Ravel in primis (di quest'ultimo registrò l'intera opera per pianoforte solo, il Concerto per pianoforte per la mano sinistra e il Concerto in sol). Tra i non francesi del Novecento apprezzava molto Bartók e Hindemith.
Lo stile della Haas combinava chiarezza e precisione con il calore espressivo derivato dall'influenza di Alfred Cortot. Le sue letture di Debussy e di Ravel, scevre da qualsiasi forma di sentimentalismo, evidenziano il carattere moderno di questi musicisti, e al tempo stesso il loro legame con la tradizione classica di Couperin e dei clavicembalisti del XVIII secolo.